# 滩浒乡
滩浒乡，中国浙江省嵊泗县一个已经撤销的乡。滩浒乡位于杭州湾口，位于嵊泗县最西端。陆地面积1.51平方公里。全乡辖有22个岛屿。总人口898人(1985)。

## 历史沿革
1918年，该地属镇海县。1954年8月，划归嵊泗县。1962年4月划归大衢县。1964年7月，复归嵊泗县。

## 辖区
滩浒乡辖有一个村，位于主岛。